# Nesthy Petecio
Nesthy Petecio (født 11. april 1992) er en filippinsk bokser.
Hun repræsenterede Filippinerne ved sommer-OL 2020 i Tokyo, hvor hun vandt sølv i fjervægtskategorien.
Ved sommer-OL 2024 i Paris vandt hun bronze.